# Barbara Klepschová
Barbara Klepschová, nepřechýleně Barbara Klepsch (* 23. července 1965 Annaberg-Buchholz) je saská politička za CDU. V letech 2014–2019 zastávala post saské státní ministryně sociálních věcí a pro ochranu spotřebitelů a od roku 2019 je saskou státní ministryní pro kulturu a turismus.

## Život a politika
Barbara Klepschová je původním povoláním správní ekonomka. V letech 1988–1993 pracovala jako finanční vedoucí v okresní nemocnici v Annabergu, poté jako vedoucí finančního odboru města Annaberg-Buchholz. V primátorských volbách v Annabergu-Buchholzi byla se ziskem 51,4 % hlasů dne 24. června 2001 zvolena primátorkou. V následujících volbách dne 8. června 2008 byla opětovně zvolena se ziskem 98,5 % hlasů. Je členkou okresního sněmu zemského okresu Krušné hory, od roku 2001 členkou hlavního výboru Německého svazu měst a od roku 2008 členkou Výboru pro sociální věci, vzdělávání a kulturu Saského svazu měst a obcí.
Od roku 2005 je Klepschová členkou předsednictva saské CDU. Dne 9. listopadu 2013 byla zvolena místopředsedkyní stranického sjezdu saské CDU a 14. listopadu 2015 byla ve funkci potvrzena.
Dne 13. listopadu 2014 ji jmenoval saský předseda vlády Stanisław Tilich do funkce saské státní ministryně sociálních věcí a pro ochranu spotřebitelů ve své třetí vládě, kde vystřídala Christine Claußovou. Ve stejné funkci pokračovala i po Tilichově abdikaci v první vládě Michaela Kretschmera. V 7. saských zemských volbách v roce 2019 byla s 25,3 % přímých hlasů zvolena ve volebním obvodu Drážďany 7 poslankyní Saského zemského sněmu. V druhé vládě Michaela Kretschmera zastávala od 20. prosince 2019 funkci saské státní ministryně pro kulturu a turismus na Saském státním ministerstvu pro vědu, kulturu a turismus, přičemž funkci státního ministra pro vědu na témže ministerstvu vykonává stranický kolega Sebastian Gemkow.
V 8. saských zemských volbách, konaných dne 1. září 2024, získala Klepschová přímý poslanecký mandát ve volebním okrsku Drážďany 6. Ve třetí vládě Michaela Kretschmera pokračuje ve funkci saské státní ministryně pro kulturu a turismus.
Barbara Klepschová se hlásí k římskokatolickému vyznání. Má jedno dítě a od roku 2023 je podruhé vdaná za Erika Bodendiecka, který je od roku 2015 předsedou Saské zemské lékařské komory.